# Füchse Berlin Reinickendorf
Berliner Turn-und-Sportverein vom 1891 Reinickendorfer Füchse e.V. é uma agremiação esportiva alemã, fundada a 28 de janeiro de 1891, sediada em Reinickendorf, no oeste de Berlim.
O clube é sobretudo conhecido pelos departamentos de futebol e handebol, mas dispõe também de basquete, boliche, boxe, ginástica, Hocky no gelo, tênis, tênis de mesa e vôlei. Desde janeiro de 2007, a associação congrega ainda uma seção de críquete.

## História

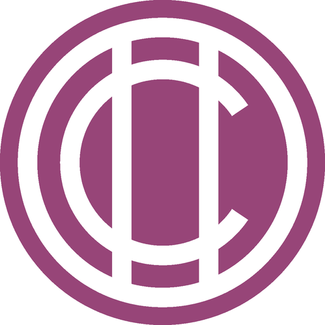
FCC Halley-Concordia

O clube foi criado em janeiro de 1891 como clube de Ginástica sob a apelação Turn Verein Reinickendorf. A fim de honrar a memória de Adolf Dorner, que teve um papel determinante na promoção da ginástica das equipes alemãs, o clube foi rebatizado
Turnverein Dorner em setembro de 1893. Como a associação continuou a se desenvolver e de agregar novas seções esportivas, seu nome mudou para Turn- und Sportverein Dorner. Em novembro de 1937, o TSV Dorner se uniu com o Reinickendorfer FCC Halley-Concordia, que era o resultado da fusão, em 1925, de Reinickendorfer FC Halley 1910 e Concordia 95, além do Reinickendorfer HC, uma associação de hockey para criar o Turn-und Rasensportverein Reinickendorf.
Após a rendição da Alemanha Nazista, em 1945, o TuRa Reinickendorf foi dissolvido pelos aliados, como todos os clubes e associações alemãs, de acordo com a Diretiva n°23.
A agremiação foi rapidamente reconstituída sob a impulsão dos antigos membros do TuRa, sob o nome de SG Reinickendorf-Ost. Por outro lado, os jovens do futebol formaram o SG Felsenbeck. Em abril de 1947, o SG Reinickendorf-Ost tomou o nome de Berliner Turn-und Sportverein (BTSV) von 1891 Reinickendorfer Füchse. Em julho de 1948, o SG Felsenbeck virou Reinickendorfer FC Halley–Borussia. Em 1 de dezembro do mesmo ano, ele passou regozijou o BSTV.
O clube chegou à Amateurliga Berlin, nível terceiro do futebol alemão na época, em 1958. Durante a criação da Bundesliga, no final da temporada 1962-1963, o clube terminou em terceiro da Amateurliga Berlim e ganhou o direito de subir ao nível 2 que tomou o nome de Regionalliga Berlim. O BSTV Reinickendorfer Füchse permaneceu até o termino da temporada 1968-1969 e depois sofreu o descenso.
O time jogou o terceiro nível da hierarquia da pirâmide alemã durante trinta temporadas. Essa série se tornou a Oberliga Berlim, em 1974, após a criação da 2. Bundesliga. No nível 3, foi vice-campeão em 1981 e vencedor em 1989 e 1990. Nas duas ocasiões, o clube tomou parte da fase final para a subida à 2. Bundesliga. Em 1989, terminou em quarto, entre cinco equipes, atrás dos dois promovidos: MSV Duisburg e SC Preußen Münster. Na temporada seguinte, o clube berlinense termina em último lugar de seu grupo de cinco. Ao fim da temporada 1990-1991, a série toma o nome de Oberliga Nordost e é dividida em três grupos: Nord, Centro e Sud. As mudanças faziam parte das reformas a partir da reunificação alemã.
O BSTV Reinickendorfer Füchse foi endereçado ao grupo norte. Em 1994, o clube se classifica em quinto e pôde permanecer no terceiro nível que se tornara uma série contendo apenas um grupo com o nome de Regionalliga Nordost. Ao término da temporada 1997-1998, a equipe ficou em décimo-oitavo e foi rebaixada à Oberliga Nordost Nord, equivalente ao nível quarto.
Após a temporada 1999-2000, sagrou-se vice-campeão, ao perder para o Hansa Rostock II, mas nessa ocasião não houve acesso ao nível terceiro, porque este se tornara quarto na temporada seguinte.
Em 2005, o BSTV Reinickendorfer Füchse desceu ao nível quinto, a Verbandsliga Berlin. No final da temporada 2007-2008, o clube volta à Oberliga, mas essa se tornara o nível quinto da pirâmide da DFB, em razão da instauração da 3. Liga.

## Títulos
- Campeão da Oberliga Berlim: 1989, 1990;
- Vice-campeão da Oberliga Berlin: 1981;
- Vice-campeão da Oberliga Nordost Nord: 2000;